# 빌리 보이드
빌리 보이드(Billy Boyd, 1968년 8월 28일~)는 영국 스코틀랜드의 배우다.

## 출연 작품
- 반지의 제왕
- 반지의 제왕2
- 반지의 제왕3